# Probòscide

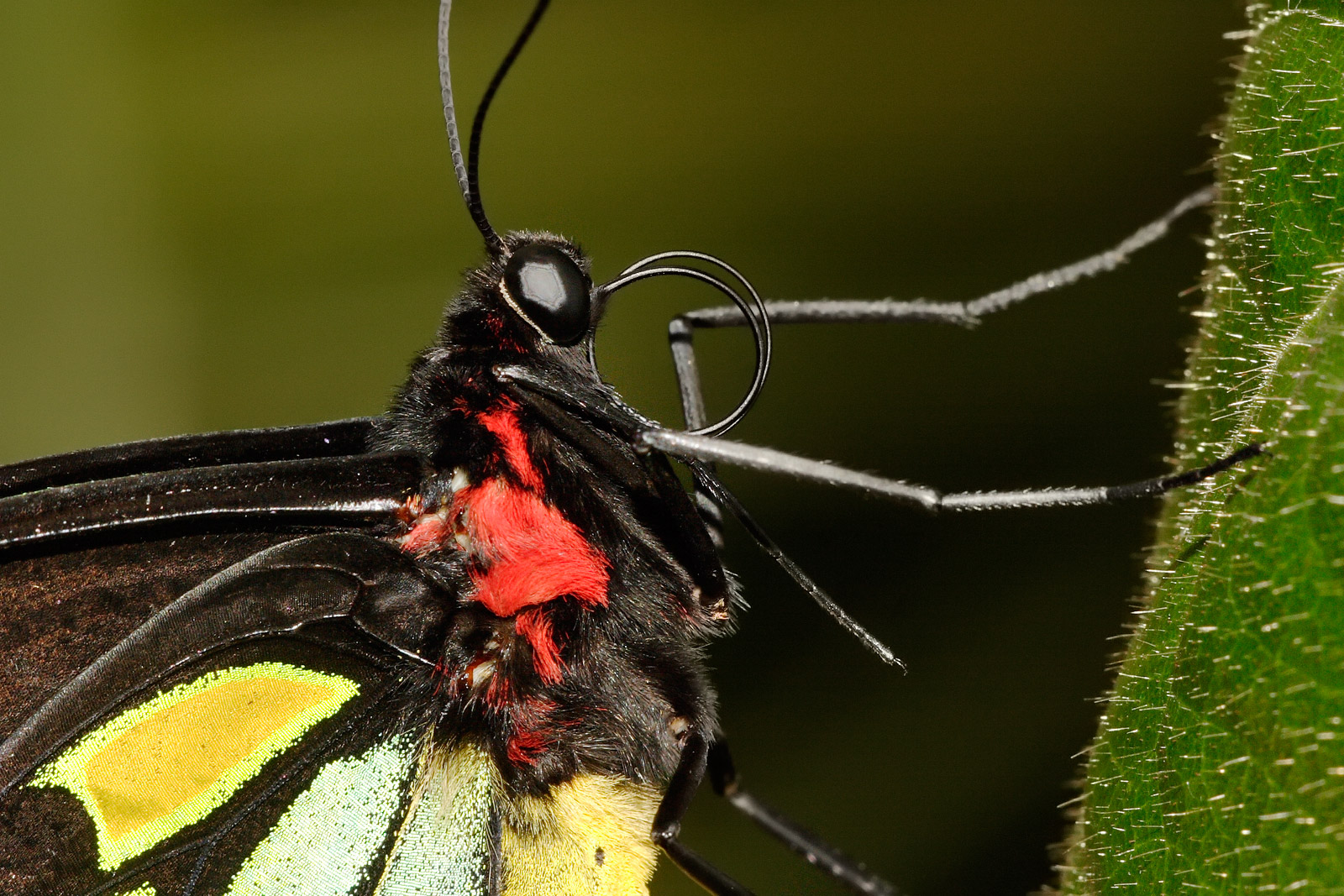
Imatge de la probòscide enrotllada d'una papallona australiana

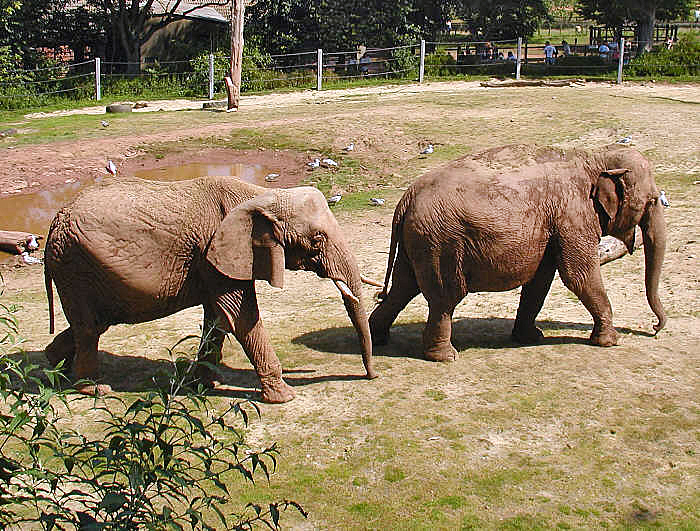
La trompa de l'elefant és una probòscide.

Probòscide (del grec pro 'anterior' i boskein 'per a menjar') o trompa és en general l'apèndix allargat que emergeix del cap d'un animal.
En el cas de mamífers com l'elefant, el tapir, el nassut, el formiguer gegant i altres, la probòscide o trompa és un allargament d'un múscul ja sia, segons les espècies animals, d'origen labial o nasal.
En el cas dels invertebrats (insectes cucs, mol·luscs, etc.), on el terme està generalment aplicat, la trompa, tubular, deriva d'una transformació de la boca mastegadora. Serveix com òrgan d'alimentació succionant a voltes utilitzat per llepar els líquids en superfície com en la mosca o la papallona o per picar i extreure sang d'un hoste com en els mosquits.
Els himenòpters com l'abella i la vespa piquen en canvi com a mitjà de defensa, però el seu fibló no és una probòscide sinó una transformació de l'oviscapte, aparell dipositador d'ous i, per tant, només apareix en les femelles.